# Курдиманш сир Есон
Курдиманш сир Есон (фр. Courdimanche-sur-Essonne) насеље је и општина у Француској у региону Париски регион, у департману Есон која припада префектури Еври.
По подацима из 2011. године у општини је живело 268 становника, а густина насељености је износила 47,69 становника/km². Општина се простире на површини од 5,62 km². Налази се на средњој надморској висини од 5913 метара (максималној 146 m, а минималној 58 m).

## Демографија
| 1962. | 1968. | 1975. | 1982. | 1990. | 1999. | 2011. |
| ----- | ----- | ----- | ----- | ----- | ----- | ----- |
| 85    | 98    | 118   | 182   | 233   | 251   | 268   |

График промене броја становника у току последњих година